# Primeiro de Maio
Primeiro de Maio, no Paraná, é uma cidade que se destaca pela sua história e pela agricultura. Localizada na região norte do estado, ela se tornou munícipio em 1º de maio de 1951, o que lhe confere um nome simbólico, em 2022 a cidade obtinha a população de 10.082 habitantes.
A cidade é cercada por belas paisagens naturais e tem um clima agradável, típico do interior paranaense. A economia local é fortemente ligada à agricultura, com ênfase na produção de grãos como soja e milho, além da pecuária.
Além disso, Primeiro de Maio promove eventos culturais e festividades que valorizam a comunidade e as tradições locais. A cidade é um ótimo lugar para quem busca tranquilidade e uma conexão mais próxima com a natureza.
Em termos de turismo, o município oferece uma grande variedade de lugares, como o terminal turístico de Paranatur e o parque urbano Mario Casanova.

## Pontos turísticos

### Paranatur
A Paranatur é um terminal turístico conhecido em Primeiro de Maio, Paraná, que atua na área de turismo e lazer subsidiada pela prefeitura local. 
Ela oferece experiências relacionadas à natureza e ao esporte, promovendo atividades como ecoturismo, trilhas e passeios em meio à rica biodiversidade da região.
O foco da Paranatur é proporcionar aos visitantes uma imersão na natureza local, permitindo que as pessoas conheçam melhor a fauna e a flora da área.
Diversas instalações esportivas estão presentes neste terminal turístico, como quadras de vôlei, futebol, futebol suíço e basquete, além de duas grandes piscinas que servem como atividades recreativas e de natação. 

#### Festa do peão
Ela contém uma arena de rodeio que é usada nas comemorações do aniversário da cidade, abrigando a Festa do Peão, um evento tradicional que reúne competições de rodeio, shows musicais, opções gastronômicas e exposições de maquinários agrícolas.
A festa atrai visitantes de várias regiões do país e movimenta a economia local.

#### Eventos de pesca
A Paranatur sedia diversos eventos de pesca, e também conta com a presença de pescadores amadores na região. 

### Parque urbano Mario Casanova
O parque urbano Mario Casanova foi inagurado na gestão da prefeita Bruna Casanova, o nome do lago foi dado em homenagem ao antigo prefeito do municipio Mario Casanova.
O parque contem um grande lago, pistas de caminhada e ciclismo, academia ao ar livre, campo de futebol entre outros.

#### Festival natalino
O festival de natal do parque urbano Mario Casanova é um dos eventos mais esperados da temporada natalina. Ao decorrer dos anos, o festival promete trazer muita alegria e o verdadeiro espírito natalino no parque. A programação inclui apresentações temáticas, uma árvore tecnológico e um festival gastronômico.

## Cultura

#### Esporte
A cidade tem um grande número de locais para a prática de esportes, como futebol, vôlei e ciclismo, a prefeitura oferece diversas aulas gratuitas de esportes para toda a população.

## Lista dos prefeitos
José Corrêa Porto de Abreu (1953-1955)
Euclides Batista (1956-1959)
José Martins de Lima (1960-1963)
Fortunato Casanova (1964-1968)
Raul Garcia (1969-1972) 
Alfeu Simões dos Santos (1973-1976)
Fortunato Casanova (1977-1981)
Jorge Bernardo (1982-1987) 
Mário Casanova (1988-1992) - ptb
José Pedrinelli (1993-1996) - ptb
Paulo Todero (1997-2000) - psdb
Mario Casanova (2001-2008) - pl
Jerubaal Arruda (2009-2012) - pdt
Daniel Renzi (2013-2016) - psdb
Paulo Teodoro Fernandes Junior (interino) (2017) - psdb
Bruna Casanova (2017-2024) - psd
Bruno Santa Rosa (2025-atualmente) - união brasil

## Fauna e flora
Habitam a região algumas espécies remanescentes da fauna original; entre os mamíferos, pode se encontrar capivaras, quatis, pacas, preás, macacos e outros pequenos animais. Quanto às aves, é possível encontrar patos, marrecos, siriemas, beija-flores, quero-queros, pombos, codornas e etc. Já os peixes mais comuns nos rios da região e na represa são popularmente conhecidos como: corvina, tucunaré, pacu, piau, barbado, piapara, lambari e tilápia.
Cerca de apenas 1% das matas nativas do município estão preservadas. Entre as espécies mais abundantes estão: peroba, pau d'alho, angico, guaritá, e cedro.

## Feriados municipais
"Art. 177  - Lei Complementar 009/2013 - Dispõe sobre o Código de Postura do Município de Primeiro de Maio."
São feriados religiosos e civis no Município:
I - Carnaval – data móvel;
II - Sexta-feira da Paixão – data móvel;
III - Corpus Christis – data móvel;
IV - Dia de Santa Luzia – 13 de dezembro

## Religião
A maior parte da população é católica, contudo é expressivo o aumento da comunidade protestante formada por presbiterianos, assembleianos, adventistas, Testemunhas de Jeová e batistas.